# 黑洞迷情
《黑洞迷情》（英語：High Life）是一部2018年由克萊兒·德尼执导，並由歐美多國聯合製作的科幻片。本片主演包括羅伯·派汀森、茱麗葉·畢諾許、米亞·高斯、安德烈3000及杰茜·蘿絲。本片講述一對父女被困在太空船中的生活，這艘太空船原本載著一群囚犯，他們在太空過著禁慾的監禁生活而漸漸沉迷於黑洞、意志及生命的黑暗及毀滅。
本片原定於坎城影展的正式競賽單元作首映，因拍攝進度問題而改為於多倫多國際影展首映。本片於上映時收獲了大量影評人的好評。此外，畢諾許於本片的自慰場面引起爭議。
《黑洞迷情》2019年4月5日於美國上映。

## 剧情
男主角蒙特（羅伯·派汀森饰）和其他一群罪犯住在太空船上面。一位女医生（茱麗葉·畢諾許饰）在船上进行太空怀孕实验，收集男性精液并把它们注入到女性体内。其他男性通过自慰提供精液给女医生，并换取奖励药丸。蒙特持禁欲主义。医生自己也有性需求，除了用飞船上的自慰房，又向熟睡中的蒙特亲热，并取到他的精液。医生将蒙特的精子偷偷注入一位女性的下体，后者成功怀孕并诞下女孩。一路上，有几位船员因打斗或疾病发作而死亡。这期间也有几位女性怀孕，渗出乳汁，但未成功生下孩子。
太空船的目的地是离地球最近的黑洞，测试是否能够利用彭罗斯过程收集能量，该测试要求一位宇航员驾驶小飞机环绕黑洞。第一次实验遇上分子云，导致机毁人亡。到最后，飞船上只剩蒙特和他的女婴。渐渐的，飞船上的设备开始失效。
女儿长大。一次，他们发现还有一艘太空飞船环绕黑洞，该船的型号和自己的船一模一样。蒙特登船查看，发现那里有活着的和死掉的小狗。女儿很想要带回一只狗，但蒙特拒绝。
最后蒙特和女儿又进行彭罗斯过程实验。蒙特问“准备好了吗？”女儿说“是”。接着影片戛然而止。

## 發行
2018年9月，A24獲得了《黑洞謎情》的電影發行權。此外，電影也被選在2018年多倫多國際影展的全景展映單元。《黑洞謎情》2019年4月5日在美國院線上映。

## 外部連結
- 互联网电影数据库（IMDb）上《黑洞迷情》的资料（英文）